# Międzynarodowe Stowarzyszenie Studentów Stomatologii
Międzynarodowe Stowarzyszenie Studentów Stomatologii (ang. International Association of Dental Students – IADS) – stowarzyszenie założone w 1951 roku w Danii, mające służyć potrzebom edukacyjnym uczniów stomatologicznych na całym świecie. Reprezentuje interesy ponad 200 000 studentów stomatologii w około 60 krajach na całym świecie. Kwatera główna organizacji znajduje się w siedzibie Światowej Federacji FDI Dental w Genewie (Szwajcaria). Stowarzyszenie dąży do doskonalenia edukacyjnych i naukowych projektów międzynarodowych oraz inicjatyw, którymi zarządza.